# Карл Беттігер
Карл Готтліб Вільгельм Беттігер (нім. Karl Gottlieb Wilhelm Bötticher; 29 травня 1806, Нордгаузен, Тюрингія — 19 червня 1889, Берлін) — німецький архітектор, історик мистецтва та археолог. Дослідник орнаменту й античної архітектури. У 1868—1876 роках хранитель Зібрання скульптур (Skulpturensammlung) Берлінських музеїв.

## Біографія
Карл Беттігер був старшим сином шинкаря та пекаря Августа Беттігера. Після того, як батьки розійшлися, залишився з батьком, який ще двічі вступав у шлюб. Музичні й артистичні здібності хлопчика залишалися непоміченими. Коли Карл навчався у гімназії, завдяки втручанню директора він зміг розпочати стажування у будівельній галузі — спочатку як «обмірник» і начальник дільниці. Потім, на додаток до професійної підготовки, почав вивчати історію мистецтва у Берлінській академії архітектури.
Йому довелося відмовитися від фінансової підтримки батька та заробляти на життя оформленням будівельних замовлень для різних комерційних компаній. В архітектурних дослідженнях Беттігер зосередився на готиці, яка мала вплив на нього. Це захоплення привело його до знайомства з видатним архітектором і знавцем середньовічної архітектури Карлом Фрідріхом Шинкелем, який влаштував Беттігера у 1830 році рисувальником і літографом для підготовки видання двотомного збірника орнаментів і зразків виробів декоративно-ужиткового мистецтва, які підготував Шинкель і Крістіан Бейт: «Зразки до наслідування для виробників і майстрів» (Musterbuch Vorbilder für Fabrikanten und Handwerker, 1821—1837). Спеціально для цієї роботи Беттігер вивчив техніку літографії. Коли після завершення навчання Беттігер у 1833 році почав викладати у школі живописців Королівської порцелянової мануфактури, він також вивчив ткацьке ремесло, щоб мати можливість з наступного року викладати та в школі рисувальників (Dessinatur-Schule) для ткачів. Крім викладацької діяльності, Беттігер опублікував кілька навчальних збірок орнаментів із власними літографіями.
Його репутація рисувальника принесла йому у 1839 році посаду викладача рисування орнаментів у Берлінській академії мистецтв. Потім, з 1844 року, протягом 36 років він викладав цей же предмет на посаді професора Берлінської академії архітектури.
Захоплення античністю призвело Беттігера до конфлікту з професорами академії, яка на той час була більш схильна до впливу національного романтизму. Свої подальші дослідження Беттігер присвятив виключно давньогрецькій архітектурі; у 1852 році він опублікував роботу з тектоніки грецької архітектури (Die Tektonik der Hellenen), яка широко обговорювалася в архітектурних колах. Багато тез цієї роботи про розвиток грецької архітектури пізніше було піддано різкій критиці та навіть спростовано, зокрема, у 1864—1865 роках архітектором Ернстом Ціллером, який працював у Греції.
У день пам'яті Шинкеля 13 березня 1846 року (65-річчя від дня його народження) Беттігер виголосив промову під назвою «Принцип еллінської та німецької архітектури з урахуванням її перенесення в архітектуру наших днів» (Das Princip der hellenischen und germanischen bauwe die Bauweise unserer Tage).
За свої роботи з тектоніки у 1853 році Карл Беттігер здобув докторський ступінь у Грайфсвальдському університеті. У 1854 році була габілітація, яка забезпечила йому посаду викладача у Берлінському університеті.
Особисте життя архітектора складалося нещасливо. У 1833 році Беттіхер одружився з Емілі Стир. У рік габілітації його єдиний син помер у віці тринадцяти років, у 1858 році він розлучився з дружиною. У 1859 році він одружився з вдовою свого колеги, але вона померла у 1872 році.
У 1855 році, крім викладання, Карл Беттігер отримав посаду асистента зберігача Зібрання скульптур (Skulpturensammlung) Берлінських музеїв, а у 1868 році взяв на себе керівництво Античним зібранням. Лише у 1862 році Беттігер зміг сам поїхати до Греції та безпосередньо вивчати архітектуру, про яку він багато писав. У 1860 році його було обрано членом-кореспондентом Геттінгенської академії наук.
Перебування Беттігера на посаді директора музею у наступні роки оцінювали здебільшого негативно. Його діяльність була відзначена суперечливими рішеннями та конфліктами зі співробітниками. Підхід Беттігера до реорганізації експозиції скульптур пізніше був переглянутий, як і помилки у консервації скульптур. Все це підштовхнуло Карла Беттігера залишити посаду музейного хранителя та навіть вийти з археологічного товариства. Його наступником на посаді директора музею став Александр Конце.
У 1877 році Беттігер уклав третій шлюб, поїхав до Італії, а потім знову до Греції; у Венеції він зустрів Готфріда Земпера, з яким у нього також були професійні розбіжності, але це не вплинуло на їхні добрі особисті стосунки. 19 червня 1889 року Беттігер помер після нетривалої хвороби у Берліні. Його поховали на другому цвинтарі церкви Пресвятої Трійці (Dreifaltigkeitskirchhof II).

## Основні праці
- Книга орнаментів для практичного використання архітекторами, декораторами та художниками з розпису інтер'єрів (Ornamentenbuch zum praktischen Gebrauch für Architekten, Decorations- und Stubenmaler). 1834—1844
- Дерев'яна архітектура середньовіччя (Die Holzarchitektur des Mittelalters). 1835—1841
- Підручник орнаментів (Die Ornamenten Schule). 1838
- Підручник малювання (Die Dessinateurschule). 1839
- Гіпетральний храм: на основі відомостей Вітрувія проти професора Л. Росса (Der Hypathratempel: Auf Grund des Vitruvischen Zeugnisses gegen Prof. L. Ross). 1847
- Тектоніка еллінів. У 2-х т. і том таблиць (Die Tektonik der Hellenen). 1852
- К. Ф. Шинкель і його архітектурна спадщина: нагадування своєму наступнику у трьох промовах і трьох тостах у дні святкування його дня народження (C. F. Schinkel und sein baukünstlerisches Vermächtniß: Eine Mahnung an seine Nachfolge in der Zeit in drei Reden und drei Toasten an den Tagen der Geburtstagsfeier des Verewigten gesprochen). 1857
- Підручник архітектонічних форм в орнаментальних винаходах (Architektonische Formenschule in Ornamenterfindungen). 1858
- Зразки орнаментів (Ornament-Vorbilder). 1858
- Вираз священного і мирського в архітектурі еллінів (Andeutungen über das Heilige und das Profane in der Baukunst der Hellenen). 1846
- Принцип еллінської та німецької архітектури з урахуванням її перенесення в архітектуру наших днів (Das Princip der hellenischen und germanischen Bauweise hinsichtlich der Übertragung in die Bauweise unserer Tage). 1846; 1906
- Грецький храм у просторі, призначеному для культових цілей (Der Hellenische Tempel in seiner Raumanlage für Zwecke des Cultus). 1849
- Культ дерева еллінів, представлений відповідно до звичаїв поклоніння та традиційних зображень (Der Baumkultus der Hellenen, nach den gottesdienstlichen Gebräuchen und den überlieferten Bildwerken dargestellt). 1856
- Звіт про дослідження Акрополя в Афінах навесні 1862 року (Bericht über die Untersuchungen auf der Akropolis von Athen im Frühjahre 1862). 1863
- Зофор Парфенона: щодо спору про його утримання та його ставлення до цієї будівлі (Der Zophorus am Parthenon: Hinsichtlich der Streitfrage über seinen Inhalt und dessen Beziehung auf dieses Gebäude). 1875